# Limnonectes limborgi
Limnonectes limborgi é uma espécie de anfíbio da família Ranidae.
É endémica de Myanmar.
Os seus habitats naturais são: florestas subtropicais ou tropicais húmidas de baixa altitude, regiões subtropicais ou tropicais húmidas de alta altitude, rios, marismas de água doce e marismas intermitentes de água doce.